# Bunul, răul și frumoasa
Bunul, răul și frumoasa este al douăzeci și nouălea episod al serialului de desene animate Samurai Jack.

## Subiect
Într-un oraș de vest sălbatic, dar pigmentat cu tehnologii noi, Jack intră într-un local să afle informații. Un tâlhar îi ia urma, iar acesta este la rândul lui urmărit de o femeiușcă cochetă. Jack se suie într-un tren. Când tâlharul vrea să-l abordeze, frumoasa îi iese înainte și își cere și ea dreptul la împărțeala recompensei. Se dovedește că cei doi erau căsătoriți, dar separați.
Tâlharul nu acceptă învoiala și îl atacă singur pe Jack. Jack nu-și poate folosi sabia în tren, din grijă pentru călători, așa că iese pe acoperișul vagonului. Tâlharul îl urmează și are loc o luptă. La un moment dat, cei doi ajung pe vagonul care transporta lemne, Jack le taie lanțul și lemnele se rostogolesc, luându-l cu ele și pe tâlhar.
Jack se întoarce în vagon și este abordat de femeie, care încearcă să-l farmece și îl ademenește pe acoperiș, sub motiv că înăuntru e prea cald, iar sus au și priveliște, și intimitate. Jack o însoțește stingherit. Deodată, tâlharul reapare și cei doi soți îl atacă împreună pe Jack. Reușesc să-l separe de sabie și apoi să-l doboare imobilizându-i mâinile și picioarele. Dar frumoasa își împinge soțul de pe tren, căci nu vrea să împartă recompensa cu el. Jack face în așa fel încât tâlharul să se agațe în lanțul care îl imobiliza și să-l târască și pe el spre sabie, care îi taie legăturile și Jack aruncă lanțul în jurul piciorului femeiuștii. Soții sfârșesc atârnați de o parte și de cealaltă a unui pod suspendat.